# Ахмед-шах Каџар
Ахмед-шах Каџар (21. јануар 1898 – 21. фебруар 1930) је био последњи персијски шах династије Каџара.

## Владавина
Ахмед Шах је наследио Мухамед Али Шаха који је 1909. године морао да побегне од народне масе која се побунила против шаховог укидања парламента. Персија је у време Ахмедове владавине била у стању сличном грађанском рату. Године 1921. врховни козачки официр Реза Кан приморао је Ахмеда да га именује министром рата. Две године касније Реза Кан постаје премијер, а 1925. године шаље Ахмед Шаха на „бањско“ путовање по Европи. Ахмед Шах се са њега није вратио. Реза Кан преузима власт у Персији оснивајући нову, династију Пахлеви . 